# 青衣邨巴士總站
青衣邨巴士總站是香港的一個巴士總站，位於葵青區青衣青衣邨商場地下。現有1條巴士路線以本站作為總站，另外亦有2條巴士路線途經本站。

## 歷史
- 1986年11月2日：本站啟用，44線延長至本站為總站，44M線投入服務。
- 1987年4月14日：41線投入服務。
- 1987年12月20日：44M線延長至長安邨。
- 1988年2月15日：41M線投入服務。
- 1989年2月11日：因青衣南橋須封橋維修，所有巴士須改經青荃橋。41線因此更改行車路線，總站遷往長青邨；而44M線總站則遷回青衣邨。
- 1990年4月9日：青衣南橋維修完成，44M線改回封橋前行車路線，總站再次遷往長安邨。
- 2022年5月16日：41M線延長至青衣碼頭。

## 總站路線資料

### 九龍巴士44線
- 青衣邨 ↔ 旺角東站

提供青衣邨及長安邨往來長沙灣及旺角的巴士服務，是青衣島第一條巴士路線。於1975年10月20日起投入服務。其後於1986年11月2日起配合青衣邨落成延長至本站。

### 新界區專線小巴88線
- 青衣邨 ↔ 葵芳站

## 途經路線資料

### 九龍巴士41A線
- 青衣（長安邨） ↔ 尖沙咀東

於1989年9月1日投入服務，途經青衣邨、青衣南橋、西九龍公路、西九龍走廊（只限去程）、大角咀（只限回程）、旺角、油麻地、佐敦及尖沙咀。

### 九龍巴士41M線
- 青衣碼頭 ↔ 荃灣站

提供翠怡花園、青衣邨及長安邨往來荃灣的巴士服務。於1988年2月15日起配合青荃橋通車而投入服務。

## 途經路線資料（專線小巴）

### 新界區專線小巴88E線
- 青衣邨 ↺ 青衣站

## 外部連結
- 九巴 （页面存档备份，存于）